# Фицрой (река, впадает в Индийский океан)
Фицрой (англ. Fitzroy River) — река в западной части региона Кимберли австралийского штата Западная Австралия.

## География
Исток реки Фицрой находится в горах Дьюрак, недалеко от горы Уэллс. От этого места река впоследствии протекает в юго-западном направлении. Недалеко от города Нунканба она берёт курс на северо-запад, протекая через скалистую местность, ущелья и равнины региона Кимберли, после чего впадает у города Дерби в залив Кинг, являющийся частью Индийского океана. Устье Фицроя широкое, около 10 км, и подвержено постоянному воздействию приливов и отливов, во время которых в реку попадает солёная морская вода. Основные притоки — реки Маргарет и Кристмас-Крик. Для регулирования водосбора, в том числе процесса орошения сельскохозяйственных земель, на реке, вблизи города Камбаллин, сооружена плотина. Фицрой протекает через засушливую местность. Сезон дождей, во время которого отмечается резкий рост уровня воды в реке, длится с ноября по март.
Длина Фицроя составляет 733 км, а площадь водосборного бассейна — около 93 829 км².

## История
Местность, по которой протекает река Фицрой, является историческим местом расселения австралийских аборигенов, для которых река играет важное церемониальное и религиозное значение.
Река Фицрой была открыта в 1837 году путешественником Джорджем Греем. Современное название было дано реке в 1838 году лейтенантом Стоуксом, который назвал её в честь капитана Роберта Фицроя, прежнего капитана судна «Бигл», который также принимал участие в качестве натуралиста в экспедиции Чарльза Дарвина.